# Ерик Геретс
Ерик Геретс (хол. Eric Gerets; 18. мај 1954) је бивши белгијски фудбалер, играо за фудбалску репрезентацију Белгије.

## Каријера
Фудбалску каријеру је почео играјући  за локални тим Рекем. Постигао је значајне успехе са Стандардом из Лијежа и ПСВ Ајндховеном. Током такмичарске играчке каријере важио је за једног од најбољих десних бекова у Европи и за једног од најбољих играча у историји белгијског фудбала. Као капитен ПСВ Ајндховена, предводио је тим који је освојио њихов први и једини Куп европских шампиона 1988. године.
За репрезентацију Белгије дебитовао је 1975. године и учествовао на четири велика првенства. На Европском првенству 1980. са репрезентацијом је стигао до финала које су изгубили од екипе Западне Немачке са 1:2. На Светском првенству 1986. године у Мексику, стигао до полуфинала где су изгубили меч за треће место против Француске. Такође је учествовао на Светским првенствима 1982. и 1990. Има укупно 86 наступа за „црвене ђаволе”, постигао је два гола.
Након завршетка играчке каријере, радио је као фудбалски тренер. Водио је екипе: Клуб Бриж, ПСВ Ајндховен, Кајзерслаутерн, Галатасарај и Ал-Хилал.

## Успеси

### Играч
[Стандард Лијеж
- Шампион Белгије (2): 1981–82, 1982–83.
- Куп Белгије (1): 1980–81.
- Суперкуп Белгије (1): 1981.
- Куп победника купова
  - Финалиста (1): 1981–82.[4]

ПСВ Ајндховен
- Шампион Холандије (6): 1985–86, 1986–87, 1987–88, 1988–89, 1990–91, 1991–92.
- Куп Холандије (3): 1987–88, 1988–89 1989–90.
- Куп европских шампиона (1): 1987-88.

Белгија
- Европско првенство
  - Вицешампион – Европско првенство 80.
- Светско првенство
  - 4. место – Мондијал 86.

### Тренер
Лирс
- Шампион Белгије (1): 1996–97.

Клуб Бриж
- Шампион Белгије (1): 1997–98.
- Суперкуп Белгије (1): 1988.

ПСВ Ајндховен
- Шампион Холандије (2): 1999–2000, 2000–01
- Суперкуп Холандије (2): 2000, 2001.

Кајзерслаутерн
- Куп Њемачке
  - Финалиста (1): 2002–03.

Галатасарај
- Шампион Турске (1): 2005–06.

Ал-Хилал
- Шампион Саудијске Арабије (1): 2009–10.
- Куп Саудијске Арабије (1): 2010.

Мароко
- ФИФА куп на арапских нација (1): 2012.

Лехвија
- Шампион Катара (1): 2013–14.
- Куп Катара (1): 2013.

### Индивидуални
- Фудбалер године у Белгији (1): 1982.
- Тренер године у Белгији (2): 1996–97, 1997–98.